# المداح: أسطورة العهد
المداح: أسطورة العهد هو مسلسل تلفزيوني مصري، وهو الجزء الخامس من مسلسل المداح والذي عرض لأول في عام 2021، من بطولة حمادة هلال وغادة عادل وخالد الصاوي وهبة مجدي وخالد سرحان وحنان سليمان، من تأليف أمين جمال ومن إخراج أحمد سمير فرج.

## قصة المسلسل
في الموسم الخامس بعد عودته من الموت، يواصل صابر المداح حروبه التي يخوضها ضد الجن، ويضطر لمواجهة بنات إبليس كعدو جديد بأهداف خبيثة، ويسعى بكل عزمه للتغلب عليهم والتخلص من شرورهم كما اعتاد مسبقاً، كما تشهد حياته الشخصية العديد من التطورات المختلفة.

## طاقم التمثيل
- حمادة هلال في دور «صابر المداح»
- غادة عادل في دور «ست الحسن»
- خالد الصاوي في دور «الاحمر»
- هبة مجدي في دور «رحاب»
- حنان سليمان في دور «صفاء»
- يسرا اللوزي في دور «تاج»
- خالد سرحان في دور «حسن سلام»
- أحمد بدير في دور «السيد كامل»[1]
- دنيا عبد العزيز في دور منال
- دارين حداد في دور فحي
- جوري بكر في دور نائلة
- هبة عبد الغنى في دور ناصره
- مى كساب ضيفة شرف مريم
- وليد فواز ضيف شرف
- تامر شلتوت ف دور عماد
- احمد ماهر ضيف شرف
- حسني شتا
- صبحى خليل في دور عبد الرازق
- محسن محي الدين
- طارق النهري

## فريق العمل
- تأليف: أمين جمال / وليد ابو المجد / شريف يسري
- إخراج: أحمد سمير فرج
- إنتاج: صادق أنور صباح

## موعد العرض
الجدول التي يعرض في المواعيد التالية:
- إم بي سي مصر
- إم بي سي مصر 2
- إم بي سي 5
- شاهد

## أجزاء أخرى
- المداح (الجزء الأول)
- المداح أسطورة الوادي (الجزء الثاني)
- المداح أسطورة العشق (الجزء الثالث)
- المداح أسطورة العودة (الجزء الرابع)